# Shamil Borchashvili
Shamil Borchashvili (Pankisi, 5 gennaio 1995) è un judoka austriaco di origini russe.

## Palmarès
- Giochi olimpici

Tokyo 2020: bronzo nella categoria 81 kg.